# Pat Lee
Patrick Christopher Lee, detto Pat (Miami, 20 febbraio 1984), è un giocatore di football americano statunitense, free agent della National Football League. Fu scelto nel corso del secondo giro (60º assoluto) del Draft NFL 2008 dai Packers. Al college giocò a football all'Auburn University.

## Carriera professionistica

### Green Bay Packers
Lee fu scelto nel corso del secondo giro del Draft 2008 dai Green Bay Packers. Il 26 luglio firmò un contratto quadriennale per un totale di 2,985 milioni di dollari di cui 840.000 di bonus alla firma. Debuttò nella NFL il 28 settembre 2008 contro i Tampa Bay Buccaneers. Il 5 dicembre venne messo sulla lista infortunati per un problema al ginocchio. Il 5 settembre 2009 venne messo nuovamente sulla lista infortunati per lo stesso problema al ginocchio. Nella stagione 2010 giocò maggiormente e arrivò a vinse il Super Bowl. Nella sua ultima stagione con i Packers giocò in 16 partite ma nessuna da titolare.

### Oakland Raiders
Il 21 marzo 2012 firmò un annuale del valore di 680.000 dollari di cui 65.000 di bonus alla firma. Il 23 settembre contro i Pittsburgh Steelers fece il suo primo fumble forzato in carriera che venne recuperato dal compagno di squadra Philip Wheeler. Il 28 ottobre contro i Kansas City Chiefs fece il suo primo intercetto stagionale sulle 2 yard proprie e ritornandolo per 4. Il 10 novembre venne svincolato per far spazio al cornerback titolare Ron Bartell rientrante da un infortunio alla spalla.

### Detroit Lions
Il 13 novembre venne preso dagli svincolati. Concluse la stagione giocando 7 partite con 4 tackle totali.

## Vittorie e premi
- Super Bowl : 1

Green Bay Packers: Super Bowl XLV
- National Football Conference Championship: 1

Green Bay Packers: 2010

## Statistiche
| Partite totali      | 47 |
| Partite da titolare | 8  |
| Tackle totali       | 58 |
| Sack                | 0  |
| Intercetti fatti    | 1  |
| Fumble forzati      | 1  |
| Fumble recuperati   | 0  |
| Passaggi deviati    | 5  |

Statistiche aggiornate al termine della stagione 2012